# Casa de San Juan Bosco

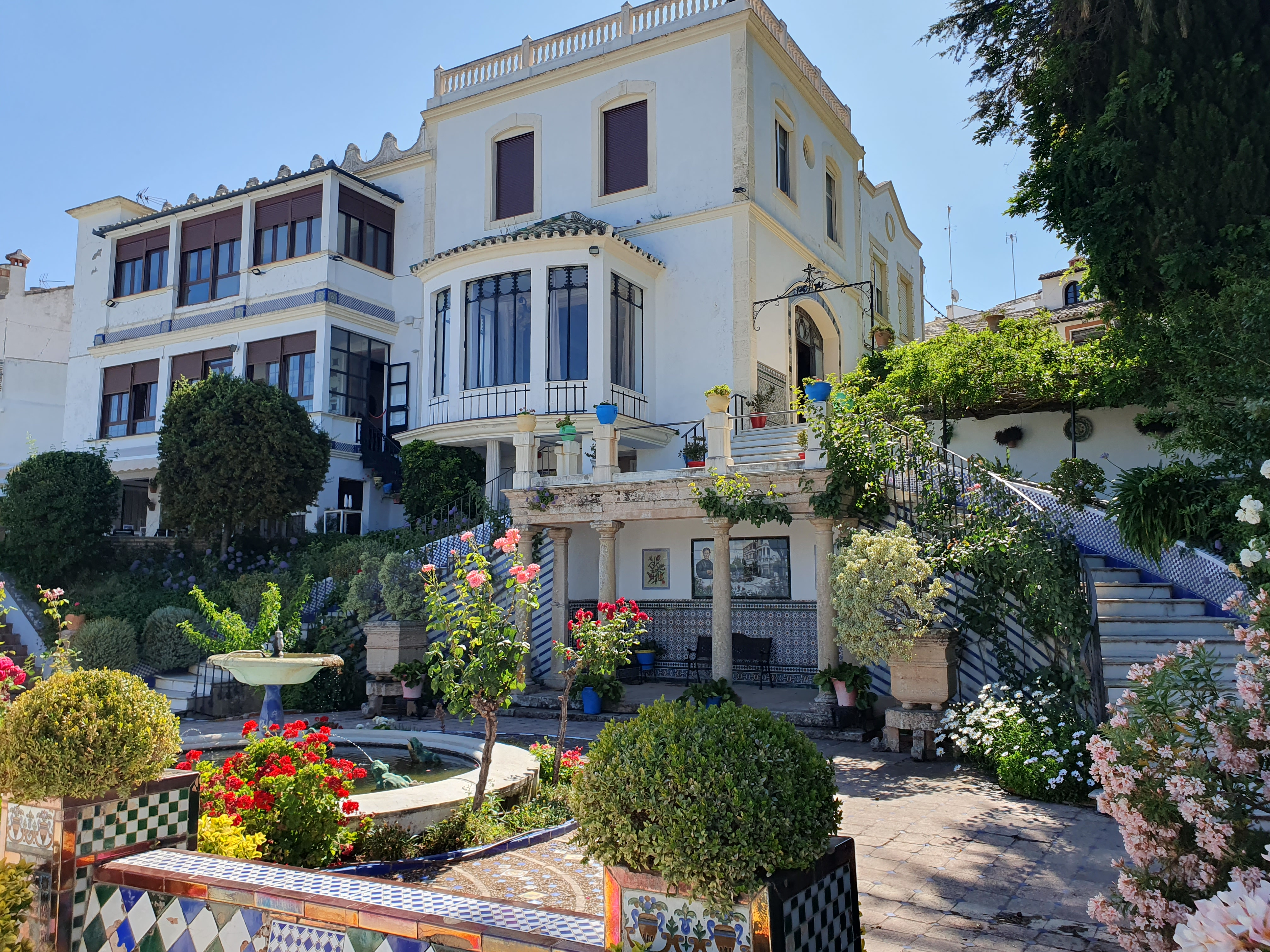

La Casa Museo Don Bosco es un antiguo palacete en el corazón del conjunto histórico de Ronda, Málaga. Su interior se mantiene completamente original en estilo modernista de los principios del siglo XX. La casa lleva el nombre de Don Bosco: Santo, sacerdote Italiano y el fundador de los Salesianos.
Originalmente la casa era una vivienda privada, perteneció al ingeniero Don Francisco Granadino Pérez y su esposa Doña Dolores Gómez Martínez. La pareja no tuvo descendencia y la casa pasó por donación a la Congregación Católica Salesiana local. Hasta 2008 tenía principalmente la función de sanatorio para miembros ancianos de dicha orden religiosa.
El edificio muestra el patrimonio histórico y artístico rondeño. Hay claros ejemplos de artesanía local de la época, como por ejemplo: el patio decorado con azulejos de inspiración nazarí y una colección de cerámicas regionales, tapices del siglo XIX con motivos pastoriles, y mobiliario de madera de nogal tallado a mano, al más puro estilo castellano de los siglos XVIII y XIX. La chimenea del salón principal es su mejor exponente.
Destaca también el jardín, construido al borde del "Tajo" de la ciudad. Ofrece vistas al valle del Gaudalevín con el majestuoso paisaje de la “Sierra de Grazalema” al fondo. Además, hay un balcón con un mirador único hacia el Puente Nuevo; el monumento más simbólico de Ronda.

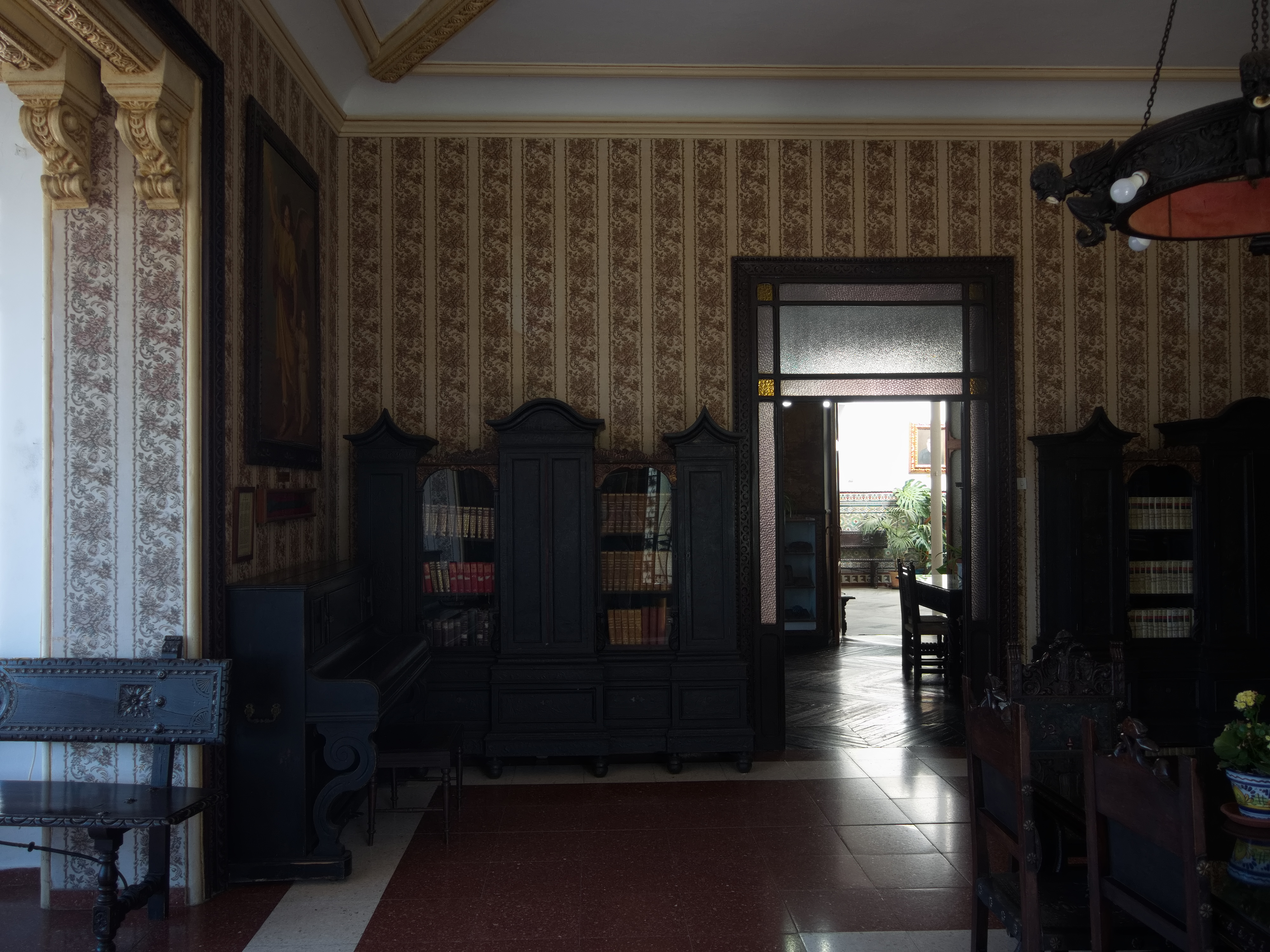
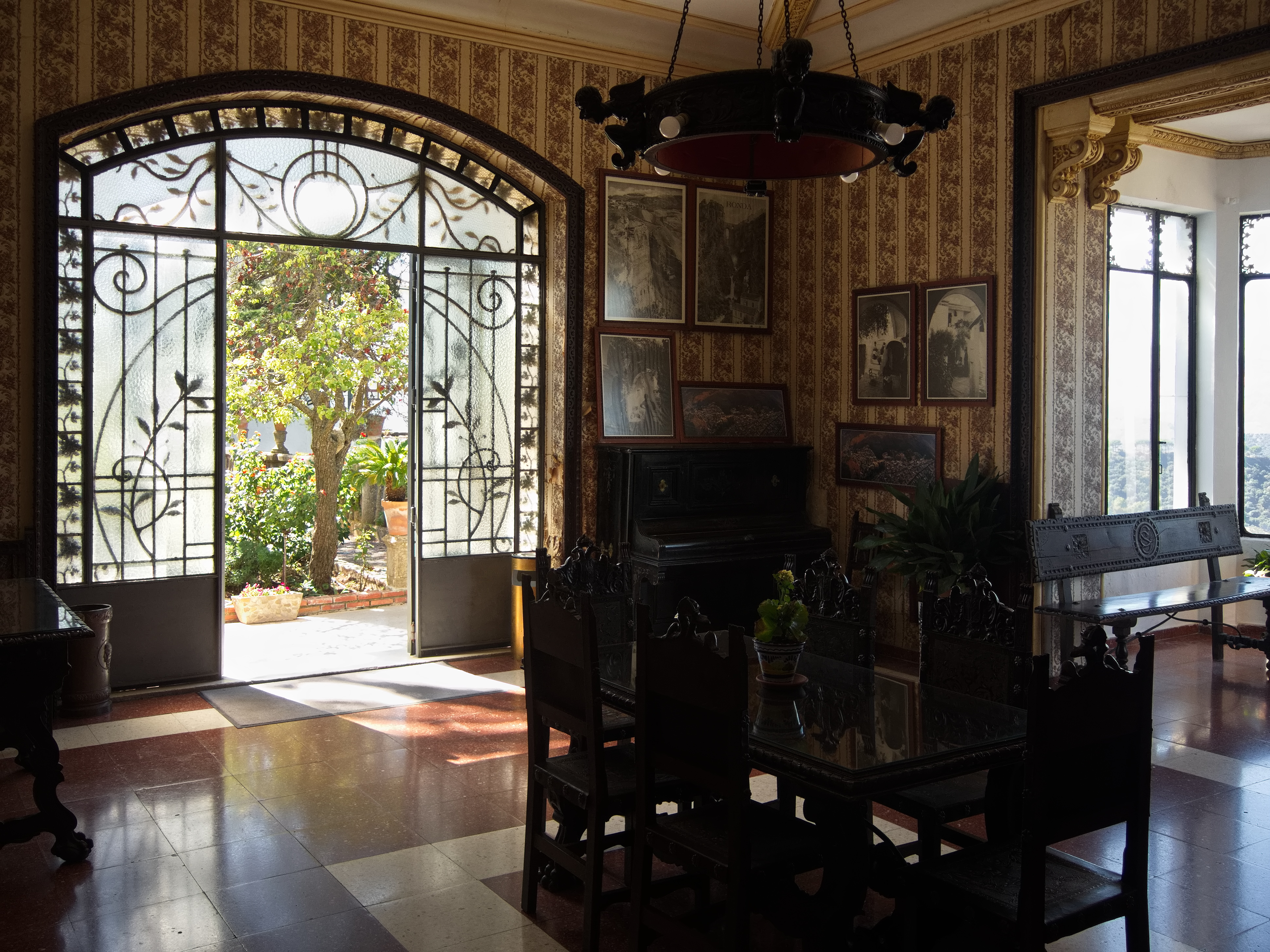
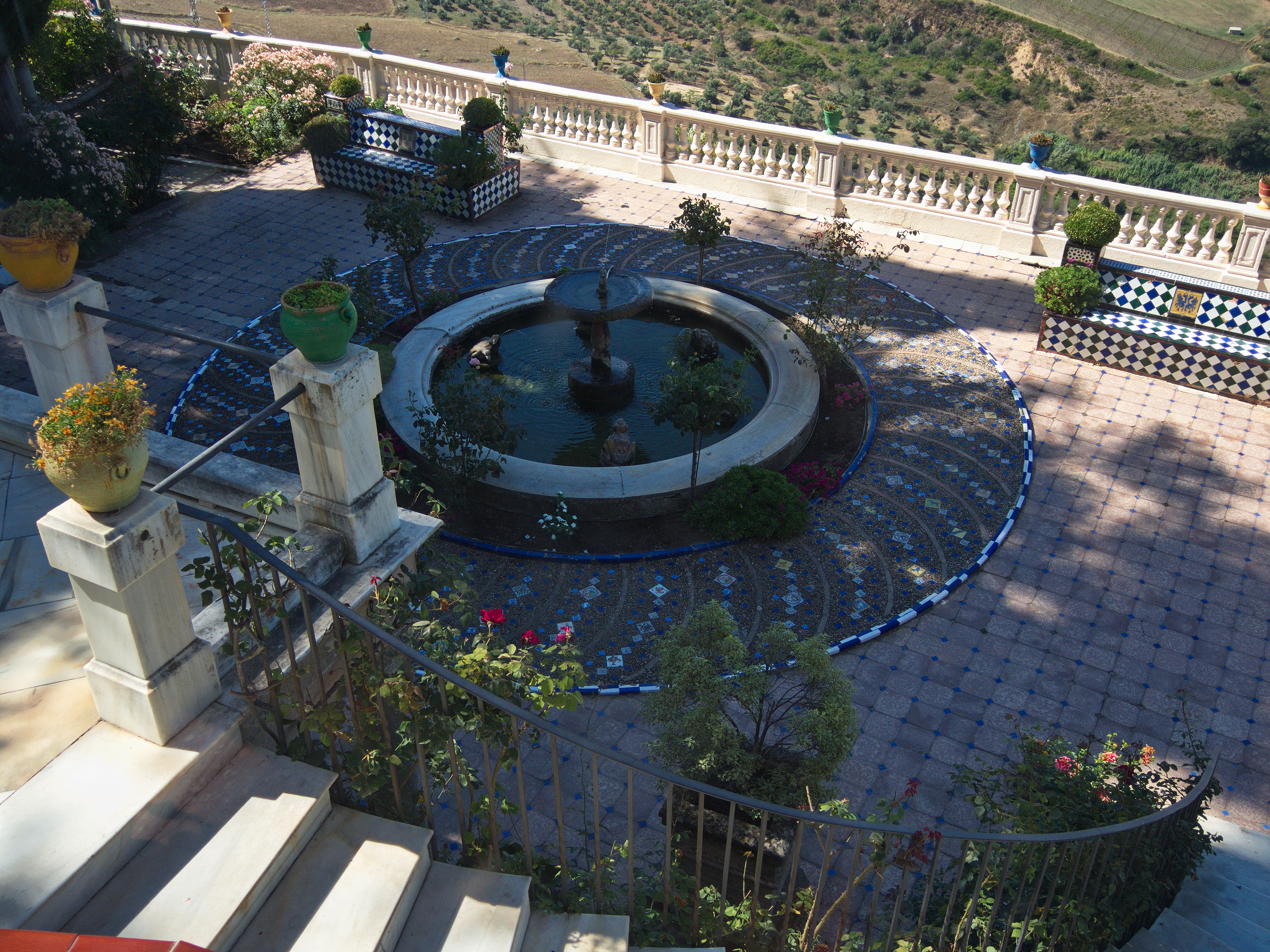